# تليل الشام
تليل الشام قرية سوريّة تتبع إداريّاً لمحافظة حلب منطقة أعزاز ناحية مركز أعزاز، بلغ تعداد سكانها 176 نسمة حسب التعداد السكاني لعام 2004.